# Jorge Icaza
Jorge Icaza, född 10 juli 1906, död 26 maj 1978, var en ecuadoriansk författare. Han är känd för sina skildringar av de andinska indianernas situation och brukar räknas till de så kallade indigenistas.
Icaza föddes i Quito, Ecuadors huvudstad, men han tillbringade även mycket av sin uppväxt hos en släkting som ägde ett gods i Anderna. Där kom han i kontakt med indianerna, vilka levde som livegna på godset, och upprördes över deras usla levnadsförhållanden. Detta skulle senare återkomma som ett vanligt tema under hans litterära bana.
Han började sin karriär inom teatern, först som skådespelare och regissör men snart även som författare. År 1960 blev han chef för nationalbiblioteket, senare var han ambassadör i Buenos Aires och Moskva. 1928 sattes hans första pjäs, komedin El intruso, upp. Efter några år övergav han teatern och började skriva romaner och noveller. Han debuterade med novellsamlingen Barro de la sierra 1933. Året därpå utkom det verk han blivit mest känd för, romanen Huasipungo. Titeln är ett ord på indianspråket quichua som betecknar den lilla bit jord som indianer tillhörande en hacienda, ett gods, fick bruka för egen del. I boken körs de redan hårt prövade indianerna bort från sina jordplättar och startar då ett uppror, vilket krossas brutalt.
Övriga verk av Icaza inkluderar En las calles (1935), Cholos (1938), Media vida deslumbrados (1942), Huayrapamushcas (1948), El chulla Romero y Flores (1958) och Atrapados (1973).